# Поляне-при-Подграду
Поляне-при-Подграду (словен. Poljane pri Podgradu) — поселення в общині Хрпелє-Козіна, Регіон Обално-крашка, Словенія. Висота над рівнем моря: 416,8 м. Розташоване біля кордону з Хорватією.